# Maniaco di Barnaul
Con Maniaco di Barnaul ci si riferisce a un serial killer russo non identificato che ha commesso gli omicidi di 9 ragazze e 2 donne dal 1997 al 2000 nella città di Barnaul e nel villaggio di Buranovo. I moventi degli omicidi rimangono sconosciuti, e il principale sospettato degli omicidi si è suicidato da tempo.

## Crimini
Il 7 giugno 1998, una studentessa per l'esame di ammissione all'Università statale pedagogica di Altai di nome Yana Shalamova scomparve. Una settimana dopo, il suo corpo fu rinvenuto da alcuni pescatori mentre galleggiava nel fiume Ob. Gli esperti conclusero che la ragazza era stata strangolata. Nello stesso mese, circa 10 giorni dopo la scomparsa della prima ragazza, scomparve anche una studentessa di nome Galina Derina. Un mese dopo, il suo corpo con numerose ferite, probabilmente causate da un oggetto appuntito, fu trovato sepolto nella foresta vicino a Buranovo. Durante un'ispezione dell'area, fu ritrovato lo scheletro di una ragazza mai identificata. Secondo le autorità, l'assassinio è stato commesso nel 1997. Nell'estate del 1999, altre due ragazze, questa volta dell'Università tecnica statale di Altai, scomparvero di nuovo da Barnaul. Il corpo di una di loro, Svetlana Oprarina di Tuva, fu successivamente ritrovato nella foresta di Buranovo.
Nel periodo tra giugno e agosto del 2000, un totale di cinque studentesse universitarie scomparvero a Barnaul: Yulia Tekhtieva (il 29 giugno), Liliana Wozniuk (il 28 luglio), Olga Shmakova (il 1 agosto), Angela Burdakova (l'8 agosto) e Ksenia Kirgizova (il 15 agosto). Tutte le ragazze furono viste per l'ultima volta all'università. Durante le indagini preliminari sono state interrogate un totale di 35 000 persone, tra docenti, lavoratori, studenti e laureati. Durante gli interrogatori molti studenti impegnati con l'esame di ammissione affermarono di aver incontrato durante il periodo degli esami un uomo che offriva aiuto per l'ammissione: l'uomo era di età compresa tra i 40 e i 45 anni, di corporatura media, 175-180 cm di altezza, con capelli castano scuro, disordinati e di aspetto gradevole. Venne realizzato quindi un identikit che fu successivamente mostrato alla televisione locale. Secondo l'identikit, alcuni dipendenti dell'Università Statale Tecnica di Altai indicarono come somigliante uno dei loro colleghi, che fu interrogato, ma il suo coinvolgimento nelle sparizioni non venne dimostrato. In totale, furono compilati 71 profili di individui che offrivano lavoro presso le università di Barnaul, e furono controllati anche i proprietari di auto che parcheggiavano vicino alle università, ma tutto ciò non condusse ad alcun arresto.
Durante le indagini, le forze dell'ordine scoprirono altri 36 crimini. Nell'Università tecnica statale di Altai vennero rilevati casi di corruzione e molestie sessuali da parte di insegnanti nei confronti di studenti e candidati. Dopo aver verificato tali informazioni, molti professori furono licenziati. Tuttavia, nello stesso periodo, a luglio, dalla città scomparvero due donne: la 53enne Valentina Mihaylyukova dal distretto Romanovsky (il 14 luglio) e la 43enne Nina Shakirova dal distretto di Krasnoshchyokovsky (il 18 luglio).
Il 4 settembre, vicino al villaggio di Yuzhny, nella foresta lungo l'autostrada Barnaul-Rubtsovsk, vennero rinvenuti vestiti strappati, un taccuino, un certificato dell'Università tecnica statale e una mappa dell'università stessa, oggetti appartenuti alla Kirgizova. Durante l'esame dell'area, gli investigatori scoprirono 5 nuove tombe nel cimitero del villaggio, che la gente del posto non ha riconosciuto. Furono aperte, risultando vuote.
All'inizio di ottobre, vicino a Buranovo, i residenti scoprirono un cadavere femminile scheletrico. Gli esami successivamente stabilirono che i resti appartenevano ad Angela Burdakova. Nello stesso mese furono trovati i resti di Kirgizova, Mihaylyukova, Shakirova e Oprarina. Nel 2001, vennero invece ritrovati i resti della Shmakova e della Tekhtieva, rispettivamente il 17 maggio e il 23 settembre, seguiti da quelli della Wozniuk l'anno successivo.
Gli psichiatri hanno cercato di ricreare il profilo del presunto omicida: attorno ai 35-40 anni, sposato, con figli, ha un'auto e il suo lavoro gli avrebbe permesso di prendersi assenze per un periodo di tempo significativo.

### Sospettati
L'11 settembre, una studentessa dell'Università tecnica statale di Altai ha contattato la direzione degli affari interni di Barnaul dicendo di aver riconosciuto un uomo che aveva visto ripetutamente durante il periodo degli esami. Si erano incontrati a un mercato di vestiti, con l'uomo che si era presentato come preside della Facoltà di Economia offrendo aiuto per l'esame di ammissione. L'uomo venne identificato come il 45enne Alexander Anisimov, che aveva precedenti condanne per teppismo e furto, venendo prontamente posto sotto sorveglianza. I clienti del mercato lo hanno descritto come una persona molto socievole e disponibile, un uomo sposato con tre figli che possedeva un VAZ-2109.
Il 27 ottobre, Anisimov fu arrestato. Durante una perquisizione nel suo appartamento e nel garage, la polizia trovò due asce, coltelli, un fucile da caccia, proiettili e manette. Inizialmente negò di aver mai messo piede alla Altai State Technical University, ma 11 studenti dichiararono che Alexander aveva proposto di risolvere i loro problemi con l'ammissione. Tre giorni dopo, Anisimov scrisse una confessione, ammettendo il suo coinvolgimento nella scomparsa e negli omicidi delle cinque ragazze scomparse tra il giugno e agosto 2000, adducendo come movente la rapina.
Mentre era in prigione, Anisimov provò senza successo ad impiccarsi. Il 1º novembre, durante un esperimento investigativo in un edificio di 9 piani in Georgy Isakov Street, si gettò dalla finestra dell'ottavo piano. Dopo la sua morte, gli omicidi cessarono. Tuttavia, in un'intervista dell'11 giugno 2019 l'ex capo del dipartimento di polizia di Barnaul, il maggiore generale Nikolai Turbovets, ha espresso la sua ancora persistente incertezza sul fatto che Anisimov fosse il colpevole.
Oltre ad Anisimov, altri sospetti interrogati nelle sparizioni di giugno-agosto includevano i serial killer Alexey Ryzhkov e Alexander Pavlenko, così come la banda di Evgeny Kvashnin con sede a Novosibirsk.

## Nei media
- Il programma Independent Investigation (trasmesso il 19 ottobre 2000 su NTV) ha parlato dei crimini nell'episodio "Barnaul, University Maniac".
- Agli omicidi è stato dedicato il docufilm Beauties and Monsters (prima parte) dalla serie "Criminal Russia".